# Winona (Minnesota)
Winona è una città degli Stati Uniti d'America, capoluogo dell'omonima contea, nello Stato del Minnesota.
Si estende su una superficie di 61,0 km² e nel 2007 contava 26 726 abitanti (438,13 per km²).